# Плиогирациды
Плиогирациды (лат. Pliohyracidae) — семейство вымерших млекопитающих из отряда даманов. Включает большую часть даманов палеогена, а представителей отряда, появившиеся в неогене, относят к семейству Procaviidae.
Семейство существовало с эоцена по плиоцен (56—2,5 млн лет назад). Было распространено в Евразии и Африке. Среди представителей семейства были как полуводные, так и наземные виды.

## Классификация
По данным сайта Paleobiology Database, на март 2024 года в семейство включают следующие подсемейства и роды:
- Подсемейство †Geniohyinae Matsumoto, 1926
  - Род †Hengduanshanhyrax Cheng, 2003
  - Род †Kvabebihyrax Gabunia and Vekua, 1966 — Квабебигираксы
  - Род †Megalohyrax Andrews, 1903
  - Род †Meroehyrax Whitworth, 1954
  - Род †Pachyhyrax Schlosser, 1910
  - Род †Parapliohyrax Lavocat, 1961
- Подсемейство †Pliohyracinae Osborn, 1899
  - Род †Pliohyrax Osborn, 1899 — Плиогираксы[1]
  - Род †Postschizotherium von Koenigswald, 1932
- Подсемейство †Saghatheriinae Andrews, 1906
  - Род †Selenohyrax Rasmussen and Simons, 1988
  - Род †Sogdohyrax Dubrovo, 1978
  - Род †Saghatherium Andrews and Beadnell, 1902 — Сагатерии[1]